# Fuscopannaria leucosticta
Fuscopannaria leucosticta är en lavart som först beskrevs av Edward Tuckerman, och fick sitt nu gällande namn av P. M. Jørg. Fuscopannaria leucosticta ingår i släktet Fuscopannaria och familjen Pannariaceae.   Inga underarter finns listade i Catalogue of Life.